# Armpansarhajar
Armpansarhajar (Antiarchi) är en fossil ordning bland pansarhajar.
Armpansarhajarna hade ett kraftigt av ett fåtal sköldar sammansatt benpansar på huvudet och främre delen av bålen. Stjärtfenan var heterocerk, ögonen placerade på huvudets övre sida, bröstfenorna bepansrade medan bukfenor saknades. Bland släkten tillhörande ordningen märks Pterichthys, Astrolepis och Bothriolepis. Armpansarhajarna levde under devon och var antagligen bottenfiskar.